# Lachnodiopsis szemaoensis
Lachnodiopsis szemaoensis är en insektsart som beskrevs av Borchsenius 1960. Lachnodiopsis szemaoensis ingår i släktet Lachnodiopsis och familjen ullsköldlöss. Inga underarter finns listade i Catalogue of Life.